# Éric Dewilder
Éric Dewilder est un footballeur professionnel français, né le 10 avril 1964 au Portel (Pas-de-Calais).
Cet ancien milieu de terrain dispute 291 matches en Division 1, avant de poursuivre sa carrière en tant qu'entraîneur, comme son père, Robert Dewilder. 
Après une parenthèse comme consultant sur Canal+, il décide en avril 2006 de donner une orientation radicalement différente à sa carrière en achetant un hôtel, « La Fiancée du pirate », à Villefranche-sur-Mer.

## Biographie
Il est le beau-frère de Vincent Guérin[précision nécessaire].

## Clubs successifs

### Joueur
- 1981-1983 :  RC Lens
- 1983-1984 :  Limoges FC
- 1984-1985 :  Olympique de Marseille (Division 1, 15 matchs, 3 buts)
- 1985-1988 :  RC Lens (Division 1, 103 matchs, 10 buts)
- 1988-1989 :  Girondins de Bordeaux (Division 1, 36 matchs, 4 buts)
- 1989-1990 :  SM Caen (Division 1, 27 matchs, 1 but)
- 1990-1994 :  FC Sochaux (Division 1, 90 matchs, 3 buts)
- 1994-1995 :  SC Bastia (Division 1, 20 matchs, 1 but)

### Entraîneur
- 1997-1999 :  RC France (entraîneur adjoint)
- 1999-2002 :  AS Poissy
- 2002- novembre 2004 :  FC Rouen (coordinateur sportif)
- novembre 2004-2005 :  FC Rouen (entraîneur)[2]

## Palmarès
- Finaliste de la Coupe Gambardella en 1983 avec le Racing Club de Lens